# Socialmentoring
El socialmentoring es el proceso que origina sinergias entre la mediación educativa y la mediación penal, a través de un mentor que apoya la intervención del mediador.
El socialmentoring es el proceso de aprendizaje de las habilidades sociales que preparan al individuo para afrontar las situaciones de conflicto cotidianas, apoyado por un miembro del entorno que le acompañó en su niñez, su mentor social y que recurre a él cuando las respuestas que ofrece a su entorno de adulto no son adaptativas. 
Una vez que se ha recibido esa primera noción preventiva de actitudes no adversariales para la resolución de conflictos queda un germen que es posible hacer crecer cuando el individuo es adulto. Cuando el individuo está inmerso en el conflicto y no tiene instrumentos de afrontamiento, se puede recurrir a esa relación que tuvo en el pasado en la que resolvía sus controversias con más éxito, la relación con su socialmentor, con ese maestro que “le entendía”. Esta inspiración es posible depositarla en todos los individuos si desarrollamos esa línea de prevención antes citada a través del socialmentoring.
Y esa figura que queda anclada en la persona es posible reproducirla con otra persona en otro momento de su vida, y este nuevo mentor reproducirá esa actitud que hubo en el pasado produciendo una reacción en el presente.
Partimos del hecho de que en la sociedad se produce la siguiente paradoja, los individuos que más conflictos sufren, que a su vez son los perceptores en mayor número de los beneficios de la mediación, no son los que más se involucran en los procesos de mediación de su colectivo.
Este componente de la sinergia, que se denomina “socialmentoring”, se origina en la figura del mentor social. Este mentor se configura con la promoción de programas en los que se logra motivar a los adultos que están en el entorno social de los menores en conflicto, introducirlos en la formación en habilidades, con el fin de poder desempeñar la función de “mentoring”, que servirá de apoyo a los jóvenes infractores. También en adultos jóvenes es posible la reacción que desencadene un periodo de búsqueda, de curiosidad, en el individuo, que potencia el aprendizaje de nuevas formas de afrontar las situaciones sociales evitando el conflicto.
La toma de conciencia de una persona de su proceso de adaptación, de la mejora de sus técnicas de afrontamiento en la vida cotidiana, de su actitud positivizadora, pueden hacerlo candidato para ser mentor de algún individuo de su entorno.
El socialmentoring facilita la sedimentación de valores que dotarán de arraigo a las personas, que facilitarán su inserción social, aún careciendo de los más mínimos recursos familiares, pues el mentor social es capaz de solapar el efecto familia. 
El mentor social es una persona que atesora valores fundamentales para la convivencia, resorte contra la marginalización en cualquier escala social, potenciador en estados de debilidad, facilitador en el descubrimiento del sentido de la vida. Y sobre todo, si esta figura fue desarrollada en la niñez de un individuo, se desarrollarán sinergias que harán que la efectividad de la mediación penal dependa en gran medida de la relación mediado-mentor.
Es el proceso que origina sinergias entre la mediación educativa y la mediación penal, a través de un mentor que apoya la intervención del mediador. By Francisco González Garrigues, Mediador social.